# Condado de Sainte Geneviève
El condado de Ste. Geneviève (en inglés: Ste. Genevieve County y francés; Sainte Geneviève), fundado en 1820, es uno de 114 condados del estado estadounidense de Misuri. En el año 2020, el condado tenía una población de 18,479 habitantes y una densidad poblacional de 14 personas por km². La sede del condado es Marshall. El condado recibe su nombre en honor a Santa Genoveva, patrona de París.

## Geografía
Según la Oficina del Censo, el condado tiene un área total de 1318 km² (508,9 mi²), de la cual 1301 km² (502,3 mi²) es tierra y 17 km² (6,6 mi²) (1.29%) es agua.

### Condados adyacentes
- Condado de Jefferson (noroeste)
- Condado de Monroe (Illinois) (noreste)
- Condado de Randolph (Illinois) (este)
- Condado de Perry (sureste)
- Condado de Saint François (suroeste)

## Demografía
Según la Oficina del Censo en 2000, los ingresos medios por hogar en el condado eran de $48,764, y los ingresos medios por familia eran $56,170. Los hombres tenían unos ingresos medios de $33,609 frente a los $18,875 para las mujeres. La renta per cápita para el condado era de $20,876. Alrededor del 8.20% de la población estaban por debajo del umbral de pobreza.

## Transporte

### Carreteras principales
- Interestatal 55
- U.S. Route 61
- Ruta 32

## Localidades
| - Bloomsdale - Clearwater - Coffman | - New Offenburg - River aux Vases - Rocky Ridge | - St. Mary - Ste. Genevieve - Weingarten | - Womack |